# Сакупљачи и сакупљачица
Сакупљачи и сакупљачица (фр. Les glaneurs et la glaneuse) је француски документарни филм у режији Ањес Варде из 2000. који приказује различите врсте сакупљања. Укључен је у конкуренцију на Филмском фестивалу у Кану 2000. („Службена селекција 2000.“), а касније је освојио награде широм света. У анкети Sight & Sound 2014. филмски критичари су га прогласили осмим најбољим документарним филмом свих времена. Године 2016. филм се појавио на 99. месту ББЦ-јеве листе 100 највећих филмова 21. века. Филм је први пут уврштен 2022. године на листу најбољих филмова свих времена по избору критичара Sight & Sound, на 67. месту.
Године 2002. Варда је објавила наставак, Сакупљачи и сакупљачица: две године касније, у којем се поново осврнула на неке од људи и тема овог филма.

## Субјекти
За филм, Варда је путовала широм руралне и урбане Француске да документује различите врсте сакупљача који, било због потребе, било из уметничких или етичких разлога, сакупљају усеве који су остали на пољу након жетве или храну и предмете који су избачени. Укључила је и неке од људи на периферији културе сакупљања. Постоје интервјуи са, између осталих, шефом кухиње са 2 Мишелин звездице који сакупља и богатим власником ресторана чији су преци били сакупљачи; власници неколико винограда, међу којима су психоаналитичар Жан Лапланш и праунук физиолога и хронофотографа Етјена-Жула Мареја; уметници који у своје радове уграђују рециклиране материјале, укључујући Луиса Понса, који објашњава да је смеће „скуп могућности“; адвокати који расправљају о француским законима у вези са сакупљањем и напуштеном имовином; и урбани сакупљач по имену Ален, који је магистрирао и предаје француским имигрантима. Два најистакнутија симбола из филма су бројни кромпири у облику срца које Варда проналази у пољу и сат без казаљки ког проналази на улици.
Да би пронашла субјекте, Варда је тврдила да је њен метод био да замоли све људе које је познавала да разговарају са свима — „сељацима, власницима, фармерима, воћарима — о филму. Рекла сам свом помоћнику: 'Позови све које познајете.'" Осврћући се на ове субјекте, Варда је изјавила: "што сам их више сретала, више сам могла да видим да немам шта да дам као изјаву. Они дају изјаву; они објашњавају тему боље од било кога."

## Техника
Сакупљачи и сакупљачица је био први Вардин филм који је користио дигиталну камеру. Филм је познат по употреби ручне камере и по необичним угловима и техникама камере. Варда је свој филмски процес назвала "синекритур" ("биоскопско писање"), рекавши да је процес сусрета са субјектима, бирања кадрова и музике, монтаже и писања нарације "свака прилика да радите са мном, све је ово писање филма о којима често причам." Рекла је да су предмети које је пронашла, као што је кромпир у облику срца, били "[ударци] среће", као и неки од снимака. На пример, у једној сцени Варда је заборавила да угаси камеру, па је, док је камера висила поред ње, снимила тло које се помера и висећи поклопац сочива, који наизглед "плеше". Варда је одлучила да овај снимак стави у готов филм са џез музичком позадином, назвавши га "Плес капе сочива".
Поред снимака који се односе на „пребирање“, филм укључује и више аутореференцијалних снимака, као што је сцена у којој Варда снима себе како чешља своју новооткривену седу косу, или неколико крупних планова њених остарелих руку. У једној сцени, она „хвата“ бројне камионе на аутопуту, прво окружујући сваки камион стављајући руку испред објектива камере, а затим затварајући руку док пролази поред „само да се игра“.

## Производња
Филм је сниман између септембра 1999. и априла 2000. у Босу, Жури, Прованси, Пиринејима и предграђима Париза. У комплету за штампу, Варда је написала да ће она и њен тим путовати и снимати отприлике две недеље и одмах наставити са уређивањем док траже додатне локације. Такође је путовала сама да би добила много својих „сакупљених” снимака и ишла је на пијаце између 14 и 16 часова.

## Награде
Филм је освојио награде широм света, укључујући врхунске награде на Међународном филмском фестивалу у Чикагу, Светском филмском фестивалу у Прагу један и Европске филмске награде, као и од Националног друштва филмских критичара (САД), круга њујоршких филмских критичара, Бостонског друштва Филмски критичари, Удружење филмских критичара Лос Анђелеса, Француски синдикат филмских критичара и Друштво филмских критичара на мрежи. Такође је „проглашен за најбољи француски филм 2000. године од стране Француске уније филмских критичара, која је прекинула традицију тиме што није одабрала драмски филм.“